# Caroline Unger

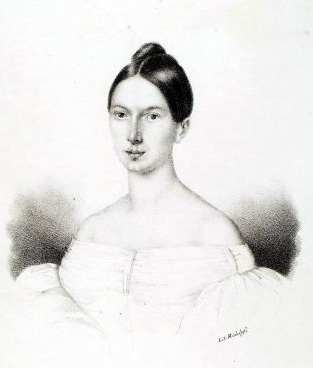
Caroline Unger, 1834

Caroline Unger (Vienna, 28 ottobre 1803 – Firenze, 23 marzo 1877) è stata un contralto austriaca. In Italia era nota col nome di Carolina Ungher o Carlotta Ungher.

## Biografia
Soprano drammatico dell'Austria-Ungheria incominciò da prima come contralto e mezzosoprano. Studiò a Milano con il tenore Domenico Ronconi e il soprano tedesco Aloysia Weber e a Vienna con J. M. Vogl. Esordì a Vienna nel 1821 nel ruolo di Dorabella in Così fan tutte con Franz Schubert come ripetitore. Nel 1823 cantò nella prima assoluta di Abufar di Michele Carafa al Teatro di Porta Carinzia di Vienna. Fu la prima interprete nel ruolo di contralto della Missa Solemnis e nella Nona Sinfonia di Ludwig van Beethoven nel 1824.
Ingaggiata dal grande impresario Domenico Barbaia per l'Italia, prese parte come protagonista a numerose opere in prima esecuzione assoluta: Parisina d'Este, Belisario, Maria de Rudenz di Gaetano Donizetti, La straniera di Vincenzo Bellini e alcune opere di Saverio Mercadante e Giovanni Pacini. Nel 1826 fu Zora ne La schiava in Bagdad di Giovanni Pacini con Luigi Lablache e Manto nella prima assoluta di Niobe di Pacini, con Giuditta Pasta e Giovanni Battista Rubini al Teatro San Carlo di Napoli.
Donizetti scrisse per lei delle parti volutamente tese e incentrate sulla tessitura centrale, data la sua capacità interpretativa. Nel 1827 fu Marietta nella prima assoluta di Il borgomastro di Saardam al Teatro Nuovo (Napoli), cantata anche nel 1828 al Teatro San Carlo. Al Teatro alla Scala di Milano nel 1828 prese parte al successo della prima assoluta di I cavalieri di Valenza di Pacini con Henriette Méric-Lalande e alla prima assoluta di L'orfano della selva e nel 1829 al successo di La straniera come Isoletta diretta da Alessandro Rolla con la Méric-Lalande, Domenico Reina e Antonio Tamburini.
Nel 1831 fu Alaide/Agnese ne La straniera al Teatro del Corso di Bologna e nel 1832 è Adele ne Il pirata con Wilhelmine Schröder-Devrient e Rubini al Théâtre des Italiens di Parigi, Elisabetta ne Gli esiliati in Siberia al Teatro Valle di Roma, Alaide/Agnese ne La straniera con Antonio Poggi e Giorgio Ronconi (baritono) e Berta ne I normanni a Parigi al Teatro Comunale di Bologna e Gabriella in Gabriella di Vergy diretta da Giovanni Battista Polledro con Giovanni Orazio Cartagenova al Teatro Regio di Torino. Nel 1833 fu la protagonista della prima assoluta di Parisina d'Este con Domenico Cosselli e Gilbert Duprez al Teatro della Pergola di Firenze e Donna Elvira in Don Giovanni (opera) con Maria Malibran al Théâtre-Italien.
Nel 1834 fu Berta ne I normanni a Parigi e Parisina d'Este al Teatro San Carlo, Norma (opera) con successo, Parisina d'Este, Carolina ne Il matrimonio segreto, Rosina ne Il barbiere di Siviglia (Rossini), Anna Bolena (opera) al Teatro degli Avvalorati di Livorno. Nel 1835 cantò nella prima assoluta di Il colonnello di Luigi Ricci e Federico Ricci (compositore) al Teatro del Fondo di Napoli, Ines de Castro di Giuseppe Persiani al Teatro delle Muse di Ancona, Donna Elvira in Don Giovanni con Fanny Tacchinardi Persiani al Teatro San Carlo e debutta come Giovanna prima regina di Napoli di Antonio Granara nella prima assoluta con Ignazio Pasini al Teatro La Fenice di Venezia.
Nel 1836 al Teatro alla Fenice sostenne la parte di Rosina ne Il barbiere di Siviglia, Antonina nella prima assoluta di Belisario e Anaide in Mosè (Moïse et Pharaon). Nel 1837 interpretò Antonina in Belisario, Lucrezia Borgia (opera) e Parisina d'Este al Teatro degli Avvalorati di Livorno e Rosmunda in Ravenna nella prima assoluta con Napoleone Moriani ed Ignazio Marini a Venezia. Nel 1838 cantò la parte di Maria de Rudenz nell'insuccesso della prima assoluta, Parisina d'Este, Bianca nella prima assoluta di Le due illustri rivali con Eugenia Tadolini, Beatrice di Tenda, Elisabetta in Roberto Devereux, Adria nella prima assoluta di Al fausto arrivo di Ferdinando Primo Imperatore e Re a Venezia di Giovanni Battista Ferrari, Lucrezia Borgia, Berta ne I normanni a Parigi ed Elaisa ne Il giuramento (opera) a Venezia ed Elena in Marin Faliero (opera) al Teatro Regio di Parma.
Nel 1839 interpretò il ruolo di Lucia di Lammermoor e Donna Isabella nella prima assoluta di La sposa di Messina di Nicola Vaccaj a Venezia, Arturo nella prima assoluta di Enrico II di Otto Nicolai nel Teatro Grande di Trieste (poi Teatro Verdi (Trieste)) e canta nella prima di Furio Camillo di Pacini al Teatro Apollo (Roma). Nel 1841 sposò lo scrittore francese François Sabatier e si ritirò dalle scene nel 1843 ma nel 1851 torna come Maria di Rudenz al Teatro San Carlo. Morì a Firenze nella villa "La concezione" (oggi Villa La Gressa) nel 1877.

## Pensieri dei compositori sulla Unger
La Unger era in grado di generare pareri contrastanti, dato che la sua maniera interpretativa lasciava un po' spiazzati specie i compositori.
- Vincenzo Bellini in una lettera scrive: "Che cattiva notizia per me è quella che la "Ungher" (cognome volutamente adottato dalla cantante in omaggio al suo paese d'origine) farà il Pirata! Quella donna non può cantare il soprano affatto affatto!"
- Gioachino Rossini, sentitala a Parigi, disse: «la Unger possiede l'ardore del sud, l'energia del nord, polmoni di bronzo, voce d'argento e talento d'oro».

## Ruoli creati
- Asteria in Niobe di Pacini (19 novembre 1826, Napoli)
- Marietta ne Il borgomastro di Saardam di Donizetti (19 agosto 1827, Napoli)
- Ramiro d'Elva ne I Cavalieri di Valenza di Pacini (11 giugno 1828, Milano)
- Alessio ne L'orfano della selva di Coccia (15 novembre 1828, Milano)
- Isoletta ne La straniera di Bellini (14 febbraio 1829, Milano)
- Il ruolo del titolo in Parisina d'Este di Donizetti (17 marzo 1833, Firenze)
- Antonina in Belisario di Donizetti (4 febbraio 1836, Venezia)
- Rosmunda in Rosmunda in Ravenna di Lillo (26 dicembre 1837, Venezia)
- Il ruolo del titolo in Maria de Rudenz di Donizetti (30 gennaio 1838, Venezia)
- Bianca ne Le due illustri rivali di Mercadante (10 marzo 1838, Venezia)
- Donna Isabella ne La sposa di Messina di Vaccaj (2 marzo 1839, Venezia)